# Lepisma
Genre
Lepisma est un genre d'insectes de l'ordre des zygentomes, de la famille des Lepismatidae.

## Liste des espèces
Selon John Irish
- Lepisma albomaculata Uchida, 1943
- Lepisma angustothoracica Grassi & Revelli, 1889
- Lepisma baetica Molero-Baltanas, Gaju-Ricart, Bach de Roca & Mendes, 1994
- Lepisma bogdanowi Nasonov, 1886
- Lepisma chlorosoma Lucas, 1846
- Lepisma deserticola Kaplin, 1980
- Lepisma devadasii Sukumar & Livingstone, 1993
- Lepisma elegans Escherich, 1903
- Lepisma indica Escherisch, 1903
- Lepisma intermedia Carpenter, 1916
- Lepisma lucasi Grassi & Revelli, 1889
- Lepisma pfluegeri Wygodzinsky, 1945
- Lepisma psammophila Kaplin, 1980
- Lepisma saccharina Linnaeus, 1758
- Lepisma sesotho Wygodzinsky, 1955
- Lepisma simulatrix Wygodzinsky, 1955

## Publication originale
- Linnaeus, 1758 : Systema naturae per regna tria naturae, secundum classes, ordines, genera, species, cum characteribus, differentiis, synonymis, locis, ed. 10 (texte intégral).